# جاك ألديرسون
جاك الديرسون (بالإنجليزية: Jack Alderson) لاعب ومدرب كرة قدم إنجليزي مواليد 1891، لعب كحارس مرمى لعدة أندية في إنجلترا أهمها نادي ميدلزبره، نيوكاسل يونايتد وشيفيلد يونايتد مثل نادي برشلونة لكرة القدم أوآخر سنة 1912 وأوائل سنة 1913 كلاعب ومدرب في بضعة مباريات ويعتبر أصغر مدرب لنادي برشلونة، قبل أن يعون إلى إنجلترا خلال سنة 1913 ويستكمل مسيرتة الكروية هناك.